# Per-Gustaf Peterson
För riksdagspolitikern, se Per Gustaf Petersson.
Per-Gustaf Mauritz "P.G." Peterson född 25 oktober 1896, död 6 februari 1977 var en svensk tidningsman samt film-, teater- och litteraturkritiker.

## Biografi
Peterson blev filosofie kandidat vid Uppsala universitet 1919 och anställdes vid Stockholms-Tidningen 1920, där han var nattredaktör 1926-1933 och redaktionschef 1936-1937. Han var därefter huvudredaktör för Aftonbladet 1933-1956, och samtidigt litteratur- o teateranmälare där. Han signerade alltid sina recensioner med bokstavskombinationen PGP. Han fick lämna jobbet som huvudredaktör sedan LO köpt tidningen 1956. Han var därefter medarbetare i Vecko-Journalen 1957-1963, och i Idun/VJ från 1963. Från 1969 recenserade han teater även i Ystads Allehanda. 
Medlem i Skånska Deckarsällskapet.
Per-Gustaf Peterson var son till banktjänstemannen John Peterson och Hilda Söderström. Han gifte sig 1925 med Bellis Brag, född 1897, dotter till redaktören Heribert Brag och Anna Lagerström.